# Micrabraxas abraxidia
Micrabraxas abraxidia là một loài bướm đêm trong họ Geometridae.